# Klaus Suomela
Klaus Uuno Suomela (Lindholm till 1906), född 10 november 1888, död 4 april 1962, var en finländsk gymnast och författare.
Suomela tävlade för Finland vid olympiska sommarspelen 1912 i Stockholm, där han var med och tog silver i lagtävlingen i fritt system. 